# Infinit (film)
Infinit (titlu original: în engleză Infinite) este un film american SF de acțiune din 2021 regizat de Antoine Fuqua, după un scenariu scris de Ian Shorr bazat pe o povestire de Todd Stein (la rândul ei o adaptare a romanului, The Reincarnationist Papers (2009) al lui D. Eric Maikranz). Rolurile principale au fost interpretate de actorii Mark Wahlberg, Chiwetel Ejiofor, Sophie Cookson, Jason Mantzoukas, Rupert Friend, Toby Jones și Dylan O'Brien.
Filmul a fost lansat digital pe Paramount+ la 10 iunie 2021, ca urmare a întârzierilor față de lansarea inițială în cinematografe din august 2020 din cauza pandemiei de COVID-19. A avut recenzii negative din partea criticilor care au criticat interpretările actoricești și scenariul, unii comparându-l nefavorabil cu alte filme precum Matrix. Filmul a primit trei nominalizări la Zmeura de Aur, inclusiv pentru cel mai prost film.

## Rezumat
În 1985, în Mexico City, Heinrich Treadway încearcă să scape de autorități și de un bărbat pe nume Bathurst. Treadway și asociații săi, Abel și Leona, vorbesc despre „Oul” pe care Treadway l-a furat de la Bathurst. Treadway îi spune lui Abel că, dacă nu supraviețuiește, acesta din urmă trebuie să-și amintească să „se uite înăuntru”. El conduce spre un pod neterminat, sare din mașină în aer și ajunge pe o macara la 150 de metri distanță. Cu toate acestea, Treadway urmărește neputincios cum Bathurst apare și îi ucide pe Abel și Leona.
În 2020, în New York, Evan McCauley suferă de schizofrenie. Din cauza instituționalizării sale anterioare și a comportamentului său violent, el nu poate găsi un loc de muncă. El falsifică o katana pentru un gangster local, deși nu a fost niciodată instruit ca fierar. După ce înțelegerea cade, Evan evadează, dar mai târziu este arestat. Un bărbat din secția de poliție se prezintă ca Bathurst, susținând că se cunosc de secole.
Nora Brightman intră în cameră de interogatoriu și-l ajută pe Evan să scape. Ea explică că un grup de 500 de indivizi, cunoscuți sub numele de Infiniții, își pot aminti toate viețile trecute, aceștia sunt împărțiți în două grupuri: credincioșii, printre care Nora, care doresc să facă lumea mai bună și nihiliștii, printre care și Bathurst, care doresc să aducă sfârșitul lumii. Nihiliștii plănuiesc să împiedice renașterea infiniților, punându-le sufletele în cipuri de calculator și au dezvoltat o armă sub formă unui ou capabilă să distrugă toată viața de pe Pământ, deși Evan (reîncarnarea lui Treadway) a furat și a ascuns oul în timpul vieții sale anterioare la scurt timp înainte ca Bathurst să-l omoare.
Nora (reîncarnarea Leonei) explică că majoritatea infiniților își amintesc viețile trecute în preajma pubertății, motiv pentru care Evan a fost diagnosticat schizofrenic în aceea perioadă. Evan se luptă să-și recapete amintirile lui Treadway ca urmare a traumei suferite în urma accidentelor mai devreme în viață. Cu toate acestea, un alt Infinit, numit Artizanul, are o mașină cu care restaurează amintirile lui Evan.
Bathurst urmărește acest lucru pe un telefon, găsește vechiul trup al lui Evan și oul ascuns înăuntrul acestuia. Înainte de a fi capabil să-l detoneze, Credincioșii recuperează oul, pun sufletul lui Bathurst într-un cip și eliberează sufletele tuturor camarazilor lor, inclusiv al lui Abel, deși Evan și Nora mor în acest proces.
Ani mai târziu, Nora și Abel renasc și se întâlnesc la Început. Evan renaște în Jakarta, Indonezia. Artizanul, acum mai în vârstă, îl vizitează și îi oferă o katana tânărului Evan, care își recapătă amintirile la recunoașterea lui.

## Distribuție
- Mark Wahlberg într-un rol dublu ca Evan McCauley și Heinrich Treadway în 2020
  - Dylan O'Brien – Heinrich Treadway în 1985
- Chiwetel Ejiofor – Ted Bathurst în 2020
  - Rupert Friend – Ted Bathurst în 1985
- Sophie Cookson – Nora Brightman
  - Joana Ribeiro – Leona
- Jason Mantzoukas – Artizanul
- Jóhannes Haukur Jóhannesson – Kovic
- Liz Carr – Garrick
- Kae Alexander – Trace
- Toby Jones – Bryan Porter
- Tom Hughes – Abel
- Wallis Day – agent Shin
- Raffiella Chapman – Jinya

## Coloană sonoră
| Nr.             | Titlu                   | Lungime |  |
| 1.              | „The End of All Things” | 1:49    |  |
| 2.              | „The Blacksmith”        | 1:24    |  |
| 3.              | „The Last Life”         | 2:38    |  |
| 4.              | „Interrogation”         | 3:14    |  |
| 5.              | „Resurrection”          | 1:51    |  |
| 6.              | „The Samurai Sword”     | 2:38    |  |
| 7.              | „Hold Tight”            | 4:40    |  |
| 8.              | „10,000 Hours”          | 3:12    |  |
| 9.              | „It's Not My Memories”  | 4:07    |  |
| 10.             | „Enemy Territory”       | 1:47    |  |
| 11.             | „Never Enough”          | 2:41    |  |
| 12.             | „The Hub”               | 2:40    |  |
| 13.             | „Roll the Plane”        | 3:14    |  |
| 14.             | „Cain and Abel”         | 4:41    |  |
| 15.             | „Meet at the Beginning” | 3:40    |  |
| Lungime totală: | Lungime totală:         | 44:16   |  |